# Michael Greene
Michael Harris Greene, född 4 november 1933, död 10 januari 2020, var en amerikansk skådespelare. Han har medverkat i serier och filmer som Änglarnas stad – Los Angeles, Flugornas herre, Kung Fu och Stuntmannen (1986). Han dog på Kauai i Hawaii 2020. 